# Toma András
Toma András (Újfehértó, 1925. december 5. – Nyíregyháza, 2004. március 30.) magyar katona, volt hadifogoly.

## Életútja
Négyéves korában elvesztette édesanyját. A Nyíregyháza melletti Sulyánbokor volt lakhelye, amikor 1944-ben besorozták az I. magyar hadseregbe, amellyel a Felvidéken átvonulva, Auschwitz és Krakkó környékére ment. Itt esett hadifogságba 1945. január 11-én. Ukrajnán és Fehéroroszországon keresztül szállították a mai Szentpétervár közelében lévő bokszitogorszki táborba. Amikor megbetegedett, innen a mintegy 1000 kilométerre keletre található bisztrjagi táborba szállították. A megerőltető út annyira megviselhette, hogy tábori kórházba került, ahonnan 1947 januárjában beutalták a kotyelnyicsi elmegyógyintézetbe.
Mivel a Szovjetunióban hadifogolytáborból kórházba, pszichiátriai intézetbe utalt embereket törölték a hadifoglyok névsorából, Toma András kikerült a magyar hatóságok látóköréből. Egy cseh nyelvész jelzése alapján, hosszas kutatómunkát követően, orvosok, újságírók, egy kárpátaljai magyar rendőr és közel száz ember segítségével találtak rá a kotyelnyicsi elmegyógyintézetben, ahol Tamás András (Андраш Тамаш) néven tartották nyilván. Dr. Veér András utazott ki megvizsgálni, aki megállapította, hogy Toma minden kétséget kizáróan magyar. Ezt követően hozták haza 2000. augusztus 11-én. Hazatérése után a honvédelmi miniszter előléptette tartalékos főtörzsőrmesterré, és – mivel szolgálati viszonya folyamatos volt – kifizették elmaradt illetményét. A volt katona családját DNS-vizsgálat során találták meg. A 74 éves férfit féltestvére, Anna vette magához és ápolta haláláig.
Toma András hazatérésének híre bejárta a világot: 137 országban tudósítottak róla, a megbecsülés és a szeretet jegyében beszéltek az „utolsó hadifogolyként” ismertté vált emberről, aki ötvenhárom év után térhetett haza Oroszországból.

## Emlékezete
- Erdős László: A hadifogoly címmel a Zrínyi Kht. kiadónál 2001-ben 500 példányban könyv jelent meg az utolsó magyar hadifogoly életéről, megtalálásáról és azonosításáról.
- Veér András: A magyar beteg; Duna International Kft., 2005
- 2010-ben emléktáblát avattak tiszteletére Nyíregyházán.
- Ravasz Balázs: Az elfelejtett katona. Az utolsó hadifogoly hazatérése (64 perc). A Duna TV 2010. május 9-én, a béke napján, bemutatta Ravasz Balázs (gyártás, rendezés, vágás - Koncz Gabriellával együtt, zene) Toma Andrásról készült dokumentumfilmjét, amelyet rövidített formában a Hír TV ismételt (52 perc).